# Кидман, Йенс
Йенс Кидман (англ. Jens Kidman; род. 8 июня 1966, Умео, Швеция) — вокалист шведской метал-группы Meshuggah.

## Биография
Когда Кидман и лид-гитарист Фредрик Тордендаль создали Meshuggah, тот исполнял роль как вокалиста, так и гитариста. Позже он переключился исключительно на вокал, хотя участвовал в записи электрогитары, бас-гитары, и программировании драм-машины на студийном альбоме 2005 года Catch Thirtythree.
Его пение представлено в основном резким гортанным скримом. Единственный раз он исполнял чистый вокал в композиции «Ritual» на None EP. Принимал участие в написании лирики Meshuggah, например треков «Terminal Illusions» и «Suffer in Truth» из альбома Destroy Erase Improve.
Также принимал участие в записи песни «The Dream Is Over» на альбоме XIII американской ню-метал-группы Mushroomhead и в записи песни «The Reign» на альбоме State of Being группы Imonolith.
Известен своим фирменным выражением лица, так называемым «Meshuggah face», которое стало мемом в интернете. «Мешугга фэйс» позволяет слушателю погрузиться в безумие исполняемой музыки и проявить свою готовность спариваться перед другими представителями танцпола.